# Zespół Szkół Przemysłu Spożywczego i VIII Liceum Ogólnokształcące w Toruniu
Zespół Szkół Przemysłu Spożywczego i VIII Liceum Ogólnokształcące w Toruniu – szkoła ponadpodstawowa, założona w 1947 roku, znajdująca się przy ul. Grunwaldzkiej 33/35 w Toruniu.

## Historia
W 1947 roku powołano Liceum Przemysłu Cukrowniczego. W 1952 roku odbył się pierwszy zjazd absolwentów szkoły, a jego honorowym gościem był wiceminister przemysłu rolnego i spożywczego. W 1953 roku w szkole utworzono nowe kierunki kształcenia – budowa maszyn i urządzeń dla przemysłu cukrowniczego. W 1954 roku oddano do użytku nowo wybudowany gmach szkoły przy ul. Grunwaldzkiej, natomiast w 1959 roku, w ramach akcji 1000 Szkół na Tysiąclecie Państwa Polskiego, otwarto internat obok szkoły. W 1962 roku w szkole rozpoczęto kształcenie w dwóch nowych kierunkach: automatyka i mikrobiologia. W 1968 roku w wyniku połączenia Technikum Przemysłu Cukrowniczego z Technikum Przemysłu Młynarskiego szkołę przekształcono w Technikum Przemysłu Spożywczego. W roku szkolnym 1973/74 powstało Technikum Policealne Studium Cukrownicze. W maju 1978 roku oddano do użytku halę sportową. W 1983 roku szkoła zmieniła nazwę na Zespół Szkół Przemysłu Spożywczego.
20 czerwca 1991 roku, decyzją kuratora oświaty w Toruniu, w ramach zespołu szkół utworzono VIII Liceum Ogólnokształcące. 1 września 1994 roku powołano Zasadniczą Szkołę Zawodową kształcącą młodzież w zawodach: piekarz i ciastkarz. W 2000 roku Zespół Szkół Przemysłu Spożywczego zajął I miejsce w klasyfikacji na najlepsza szkołę zawodowa w Toruniu.

## Absolwenci
Znani absolwenci szkoły:
- prof. Ryszard Górecki – rektor Uniwersytetu Warmińsko-Mazurskiego[3]
- Leszek Pilarski – dyrektor Metronu[3]

## Nagrody i wyróżnienia
- 2017 – Medal „Za zasługi dla Miasta Torunia” na wstędze[4]